# 霊魂ch
霊魂ch（れいこんちゃんねる）あるいは霊魂CBとは、1995年から1997年10月の毎週金曜日に、ニフティサーブが提供していたチャットサービスCBシミュレータのA-8（BandAの8ch）において開催されていた匿名のチャットである。参加者が全員、霊魂という同じハンドル（ハンドルネーム）を名乗っていた。参加者全員が同じハンドルネームを名乗って会話する匿名コミュニティ（2ちゃんねるなど）のはしりであるとされる。
1997年10月には、ニフティのシステム仕様変更により匿名性が失われたが、これ以降についてもA-8ではハンドルを霊魂に統一したチャットが継続して行われていた。

## 概要
ニフティサーブのCBシミュレータでは、各自の発言に対してハンドルを添える事により、誰の発言か識別される仕組みとなっていた。ここで言う匿名チャットはそれを逆手に取り、参加者全員が同じハンドルを設定すれば誰が居合わせているかは判るものの、誰がどの発言をしたかは特定出来なくなると言う仕様を利用したものである（これを更に発展させて、他chからA-8をモニタしている状態からマクロ等を使用して、A-8への移動→発言→元のchへの復帰を瞬間的に行う事で、事実上はA-8に居合わせているのにそれを分らない様にする方法もあった）。
基本的には、ハンドルに霊魂を付ければ誰でも参加可能であった。傾向として1997年前半までは、FSHISO (現代思想フォーラム)や、電子掲示板スピリット（こころ）のコーナー(BBS#8)のカラーが濃く、思想、宗教、教育などの話題で盛り上る事が多かった。また、これ以外にも情報技術、政治、経済などが多く話題にのぼり、世間話中心であった他のchとは一線を画していた。ただし、匿名性を利用して長文テキストや連続改行を延々と送信したり、誹謗中傷や放送禁止用語を連発するものも多く、荒れた状態になりがちであった。更にこの時期後半には「変圧器」「地獄」など霊魂以外のハンドルに霊魂chが一時的支配される事や、反霊魂と称する個人や集団が乱入してくる事も度々あった。
1997年後半以降の傾向は、比較的なんでもありの状態となった。強いて言えばインターネット上で話題になった話を持ち込んで来る事が増えたと言えよう。尚、テレホーダイに合わせて毎週金曜日の夜11時から翌早朝にかけて開催するのが通例であったが、徐々にそれも曖昧になり、金曜日以外、他の時間帯、A-8以外への進出も多く見受けられるようになった。また、実現不可能と思われていた霊魂オフも一部メンバーとはいえ複数回に渡って開催されるに至った。
匿名性の高さと緊張感が売りであったが、毎日霊魂（霊魂chの連日開催）と霊魂オフ（霊魂メンバーによるオフ会）の開催によって馴れ合いが生まれたとの内部批判もあり、実際、人間的なコミュニケーションを排除した雰囲気を好む一部メンバーは徐々に離脱していった。しかし、霊魂オフについては同時期に後述の/IDコマンド導入とCBシミュレータの衰退が始まっており、また霊魂生みの親であるT氏、育ての親であるK氏の参加が実現できた事もあって、結果としては有終の美を飾るべき良い時期に開催出来たと見る向きも多い。尚、ある程度まとまった人数での霊魂オフはこの時期が最初であるが、実際はこれ以前にも少人数では何度か開催されていた。霊魂chを取り巻く環境、そして参加者の意識は大きく変貌してしまったが、霊魂ハンドルに統一してのチャットはこの後もしばらくは存続し続ける事となった。
霊魂を象徴する顔文字として　＼（ﾟ▽ﾟ）／　や　＼（ﾟ△ﾟ）／　が多く使用された（「科挙の試験に受かったよー！＼（ﾟ▽ﾟ）／」「しっこじゃばじゃばーーーーー＼ (ﾟ△ﾟ) ／」など）。

## 歴史
1994年9月15日の23:00、A-8で幽体離脱についての話題で盛り上がっていた時にＴ氏が、自作自演のために霊魂というハンドルを付けて一時的に発言。これが霊魂chの最初である。その日はあまり定着しなかったが、2日目から徐々に仲間内で定着していった。

1995年9月7日、ニフティサーブのHP(ホームパーティ)へ霊魂chのオリジナルメンバーのK氏が霊魂HP(ホームパーティ)を作成し、霊魂chでの発言等についての意見交換を行うようになった。尚、開始早々にニフティサーブ関係者
を装う手の込んだ偽装書き込みが為された。
1997年春～秋、FCB（CBフォーラム）において、以前から議論が交わされてきた霊魂ch問題に特化した臨時会議室「匿名性の高いCHについて」が作られ、霊魂chの是非について激論が交わされる。
1997年6月1日、霊魂HP(ホームパーティ)をパティオ(PATIO)へと移行。
1997年10月22日、/IDコマンド導入により、全ての発言に発言者のIDを添える事が可能になる。これにより、匿名チャットとしての霊魂chはその生命線を失い瓦解した。表向きは霊魂chを狙い撃ちした対策ではなく、この仕様を悪用したチャットでの悪戯や騙り(ハンドルジャック)の全般が問題視されてのコマンド追加とされている。
1997年11月～1998年1月頃、T氏などにより、他人から特定の仕様で送信されたPage（短文メッセージ）をそのままオープン発言するマクロなどが開発され、更にこれらを複数ユーザーで分散運用する事によって匿名性を維持する事が試みられた。他にも同志によりインターネット上にチャットシステムが作成されたりもしたが、いずれも定着されなかった。尚、殆ど知られていないが、特定の状況下でLOGINする事によって/IDコマンドを一切無効にする事（他人から自分のIDを一切認識出来なくする事）も可能であったとされている。
※以下、匿名性を失った霊魂chも霊魂chであるとの前提で記述
匿名性を失った後も、ニフティサーブ（1999年11月より、アット・ニフティに改称）のCBシミュレータ上に非・匿名チャットとしての霊魂chは存続し続けたが、それも徐々に規模を縮小して行く事となった。このことに関して、/IDコマンドの導入は霊魂ch崩壊の一因ではあるが、主因はむしろニフティサーブ側の意図で行われたCBシミュレータの縮小（正確には無手順接続会員の縮小）であると考える人も多い。
1999年2月01日、霊魂パティオがリニューアルオープン。
1999年末まで　　匿名性を失いながらも霊魂chは存続。最盛期の人数には遠く及ばないものの、この時期までは2桁人数による霊魂ch開催の機会も多かった。
2000年1月29日、最後の2桁人数による霊魂ch開催。
2000年6月17日、6名による霊魂ch開催。これを最後に散発的に数名の霊魂が集うだけとなり、霊魂chは終焉を迎える。
2002年10月6日、霊魂パティオに最後の書き込みがなされる。ちなみに一発言前は2000年11月、その前は2000年2月。
2005年3月31日、CBシミュレーターのサービス終了。同日付けでパソコン通信のサービスの大半が終了される。この日のCBシミュレーターでは霊魂ハンドルを使用した者も複数いたが、霊魂chは成立しなかった。
2005年5月31日、霊魂パティオ閉鎖（アット・ニフティによるパティオのサービス終了に伴う強制閉鎖）。
2006年3月31日、アット・ニフティによるパソコン通信のサービス終了。この時点で唯一チャットが可能であったNIMTRIALのリアルタイム会議にて、最後のパソコン通信チャットが開催。しかし、参加者約60名の中に霊魂ハンドルは誰もいなかった。
霊魂chの話題が、初期のあやしいわーるどや2ちゃんねるにおいて度々出ており、霊魂chメンバーがこれらコミュニティ黎明期の発展へ大きく貢献したとされている。その後、更に長い年月を経ることで、霊魂chについてネット上で語られる事も無くなり、その存在はもはや完全に忘れ去られようとしている。